# Lhotka (Nekmíř)
Lhotka je vesnice, část obce Nekmíř ve střední části okresu Plzeň-sever v Plzeňském kraji. V roce 2011 ve vesnici trvale žilo 66 obyvatel a její katastrální území zaujímá 342,5 ha.
Na severu Lhotka sousedí s osadou Vrtbo, na severovýchodě s Brodem, na jihovýchodě s Nekmířem, na jihozápadě s Kunějovicemi a na severozápadě s Hubenovem. Jihovýchodně od vsi je přírodní rezervace Bažantnice.

## Historie
První písemná zmínka o vesnici pochází z roku 1366.

## Obyvatelstvo
| Rok            | 1869 | 1880 | 1890 | 1900 | 1910 | 1921 | 1930 | 1950 | 1961 | 1970 | 1980 | 1991 | 2001 | 2011 | 2021 |
| -------------- | ---- | ---- | ---- | ---- | ---- | ---- | ---- | ---- | ---- | ---- | ---- | ---- | ---- | ---- | ---- |
| Počet obyvatel | 103  | 110  | 126  | 114  | 140  | 123  | 106  | 68   | 75   | 78   | 78   | 69   | 66   | 66   | 61   |
| Počet domů     | 17   | 17   | 17   | 16   | 17   | 17   | 16   | 20   | 20   | 22   | 21   | 23   | 25   | 25   | 23   |

## Obecní správa
Při sčítání lidu v letech 1869–1959 Lhotka byla samostatnou obcí, se kterým patřila nejprve do okresu Plzeň, ale v roce 1950 v okrese Plzeň-okolí. Od 1. ledna 1960 je částí obce Nekmíř v okrese Plzeň-sever.